# Ketamine

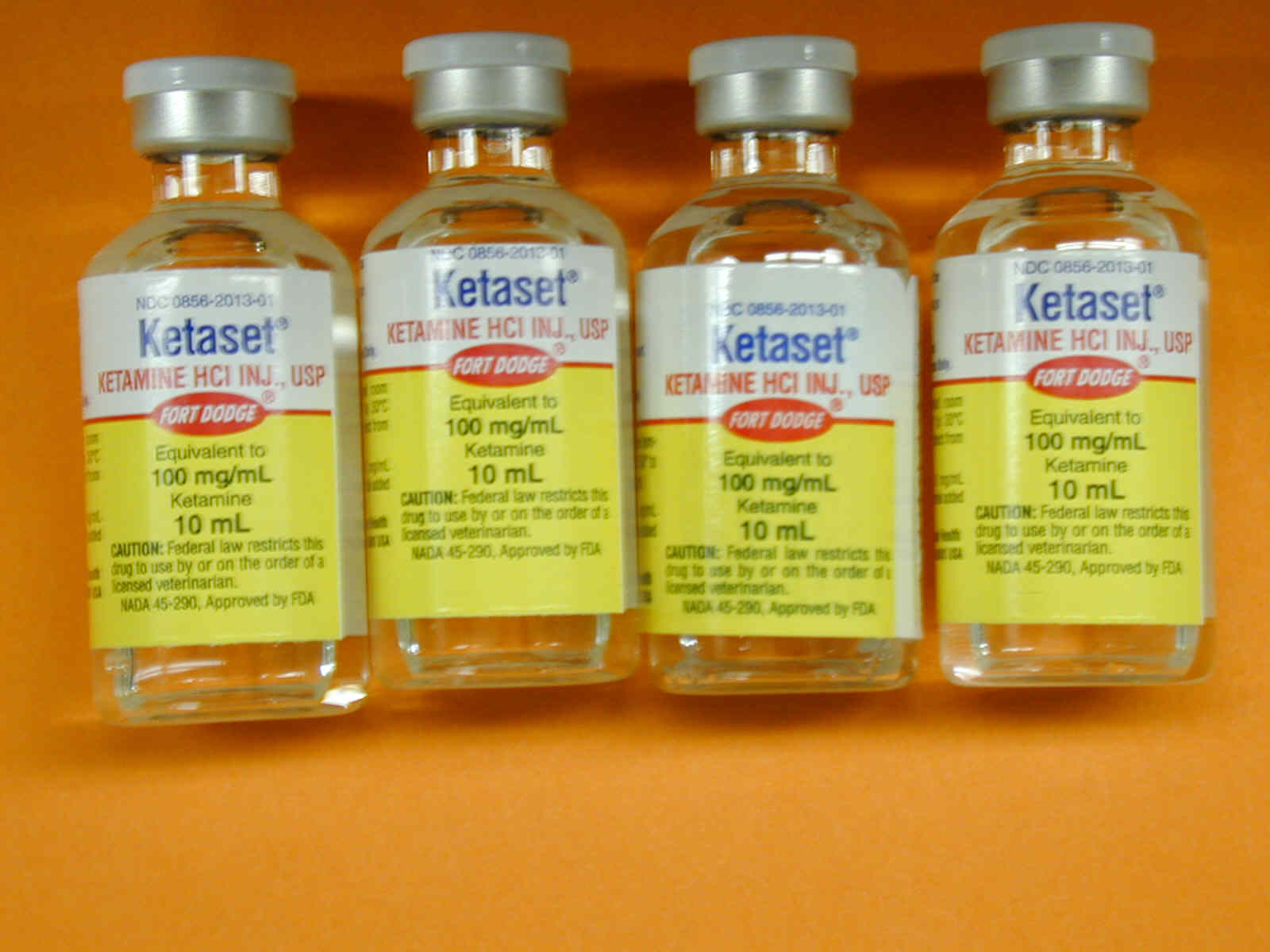
10 ml-flesje ketamine voor veterinair gebruik

Ketamine is een hallucinogeen, dat als verdovingsmiddel, maar ook als antidepressivum wordt gebruikt. Het werd in 1962 door Calvin Stevens uitgevonden in het Parke Davis Lab, toen hij op zoek was naar alternatieven voor fencyclidine (PCP). In 1965 werd ontdekt dat het kan worden gebruikt als verdovingsmiddel voor mensen en dieren. Het kan worden gebruikt als pijnstiller. Het geeft een zogenaamde dissociatieve pijnstilling: de patiënt lijkt wakker, maar reageert niet op pijnprikkels.
De stof is opgenomen in de lijst van essentiële geneesmiddelen van de Wereldgezondheidsorganisatie.

## Medisch gebruik
Ketamine wordt wel gebruikt bij kinderen en oudere mensen omdat het in verhouding tot andere verdovingsmiddelen veel minder de ademhaling onderdrukt. Omdat bij het bijkomen uit de algehele anesthesie ook hallucinogene verschijnselen kunnen optreden wordt het middel vaak samen met een benzodiazepine toegediend om hallucinaties te voorkomen of te onderdrukken. Ketamine wordt in de diergeneeskunde in combinatie met medetomedine als narcosemiddel gebruikt. Ketamine is in Nederland in de handel voor humaan gebruik onder de naam Ketanest S, het betreft hier esketamine (S-ketamine), een van de enantiomeren.
Ketanest, of esketamine, wordt ook gebruikt door ambulancepersoneel in de spoedzorgketen voor pijnbehandeling bij traumapatiënten. De dissociatieve eigenschappen van esketamine zorgen ervoor dat het ambulancepersoneel de noodzakelijke medische handelingen kan verrichten bij patiënten met ernstige verwondingen. In de literatuur wordt wel benadrukt dat het gebruik van esketamine in de spoedzorg bijzondere kennis en vaardigheden vereist, dus alleen door gespecialiseerd personeel kan worden toegepast.

### Nieuw onderzoek
Ketamine staat sinds 2000 in de belangstelling vanwege de antidepressieve werking. Uitbehandelde patiënten kregen ketamine per infuus. Bij twee derde van de patiënten halveerden de klachten, bij 50% van de proefpersonen hield dit effect een week aan. Bijzonder was dat de antidepressieve werking al na twee uur optrad, dit in tegenstelling tot vrijwel alle andere antidepressiva waarbij men een aantal weken op effect moet wachten. Ketamine verandert de prikkeloverdracht via de NMDA-receptor. Inmiddels is er een bescheiden hoeveelheid bewijs dat aantoont dat deze receptor een rol speelt bij depressie.

## Recreatief gebruik
In doseringen lager dan gebruikt voor algehele anesthesie, wordt ketamine ook als drug gebruikt, het wordt dan Special K of Keta genoemd. Ketamine wordt meestal gesnoven, maar sommige gebruikers nemen het ook oraal, rectaal of spuiten het in. Om het middel te kunnen snuiven wordt een medische ketamineoplossing, bedoeld voor injectie, uitgekookt of ingedampt totdat een kristallijn poeder overblijft. Lagere doseringen maken de gebruiker dromerig, terwijl hogere doseringen kunnen leiden tot een K-hole, waarbij de gebruiker zich amper bewust is van zijn omgeving en moeilijk of niet kan bewegen. Lage doses ketamine worden ook als partydrug gebruikt, waarbij de gebruiker door de lichte dromerigheid en verzwakking van lichamelijke prikkels meer in de muziek kan opgaan. Hogere doses zijn psychedelisch van aard en vereisen dat de gebruiker gaat liggen omdat bewegingen, evenwicht en tastzin sterk verstoord worden door de verdovende eigenschappen van de stof. De stof wordt dan ook geclassificeerd als dissociatief psychedelicum, omdat het de gebruiker losmaakt van de waarnemingen van zijn lichaam.
Als ketamine wordt gespoten, wordt dat vaak intramusculair gedaan: de werking is dan milder en gradueler dan bij intraveneuze toediening. Bij intraveneuze injectie is de gebruiker vaak al in de K-hole voordat hij de naald kan verwijderen, hetgeen risico's met zich meebrengt. Dit kan een zeer heftige en ook angstaanjagende ervaring zijn.
De effecten van ketamine zijn kortdurend, waarbij injectie het kortst en orale inname het langst duurt, met een maximum van enkele uren. Ketamine is een van de weinige psychedelische drugs die verslaving kunnen veroorzaken.

### Risico’s
Regelmatig ketaminegebruik kan ertoe leiden dat het geheugen minder goed functioneert. Deze bijwerking kan aanhouden tot ten minste drie dagen na het laatste gebruik. Of een periode van abstinentie, dus onthouding leidt tot herstel van de geheugenfuncties, moet nog worden onderzocht. Gedurende een K-hole ervaring is het geheugen ernstig verstoord. Uit proeven met muizen blijkt dat het gelijktijdig gebruik van ketamine met cocaïne of methamfetamine schadelijk voor de hersenen is.
Ongeveer een derde van de regelmatige gebruikers ontwikkelt lichamelijke klachten, vooral hevige buikpijn of K-kramp en zeer ernstige blaasontsteking.

## Video
- EenVandaag. Psychedelische drugs tegen chronische pijn? 'Onderzoek nog in de kinderschoenen, maar eerste resultaten hoopvol', 10 maart 2023.

## Websites
- Jellinek. Ketamine.
- UMCG. Ketaminestudie: studie naar ketamine bij hardnekkige depressie.
- Unity Ketamine. gearchiveerd
- (en)  Ketamine. informatie